# Воронківський ботанічний заказник
Воронкі́вський зака́зник — ботанічний заказник місцевого значення в Україні. Об'єкт природно-заповідного фонду Рівненської області. 
Розташований у межах Володимирецького району Рівненської області, на захід від села Воронки, при озері Воронки (див. також Озеро Воронки). 
Площа 123 га. Статус надано згідно з рішенням облвиконкому від 18.16.1991 року № 98 (зміни згідно з рішенням облради від 05.03.2004 року № 322). Перебуває у віданні Воронківської сільської ради. 
Статус надано з метою збереження місць зростання рідкісних видів, як-от: шейхцерія болотна, занесена до Червоної книги України, і росичка круглолиста — регіонально рідкісний вид. У трав'яно-чагарниковому ярусі поширені: осока, андромеда звичайна, журавлина, чорниця, брусниця. Моховий покрив утворюють різні види сфагнуму, серед яких переважають сфагнум бурий і сфагнум Магеллана.

## Галерея

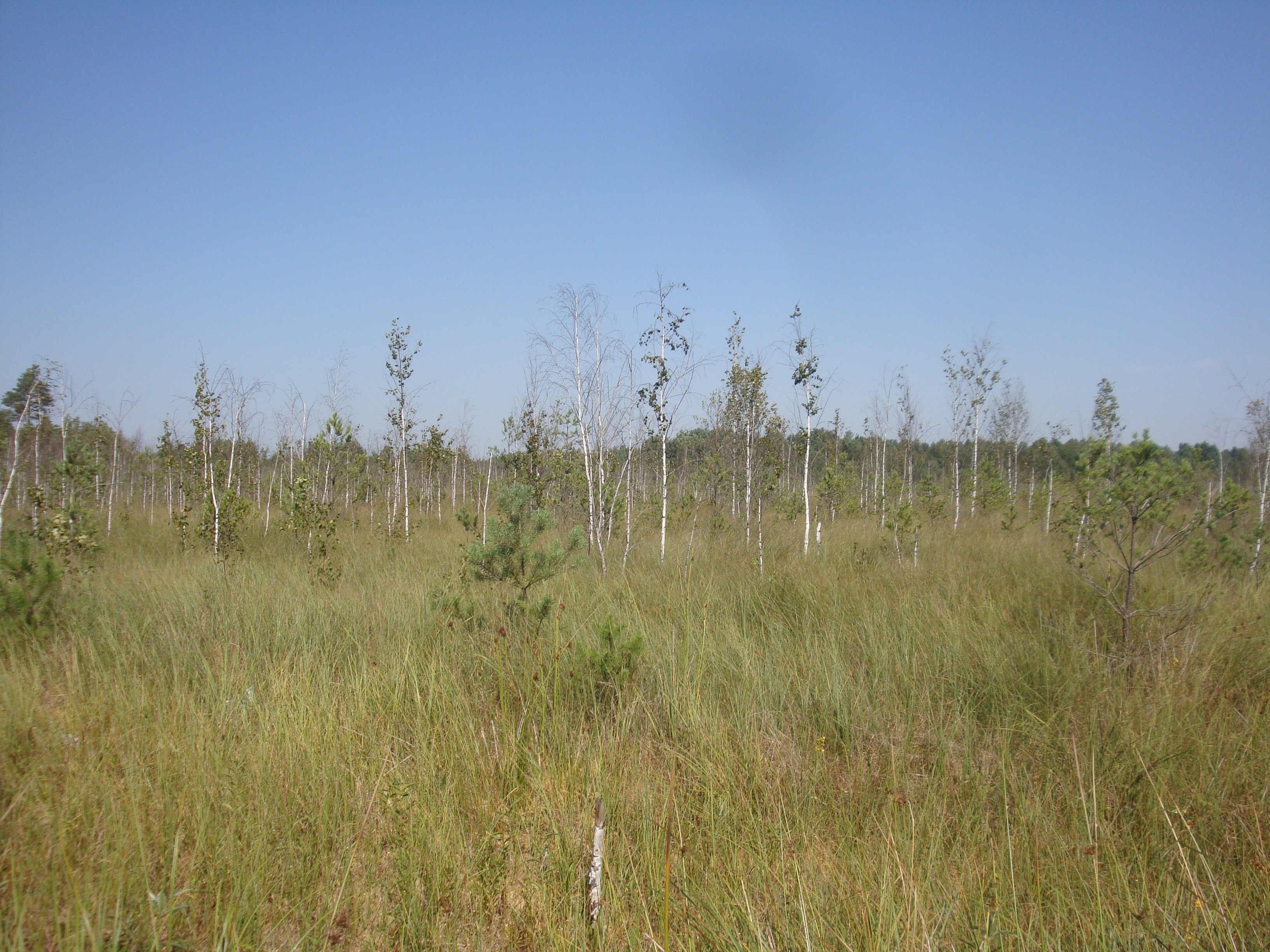
Заболочений берег озера
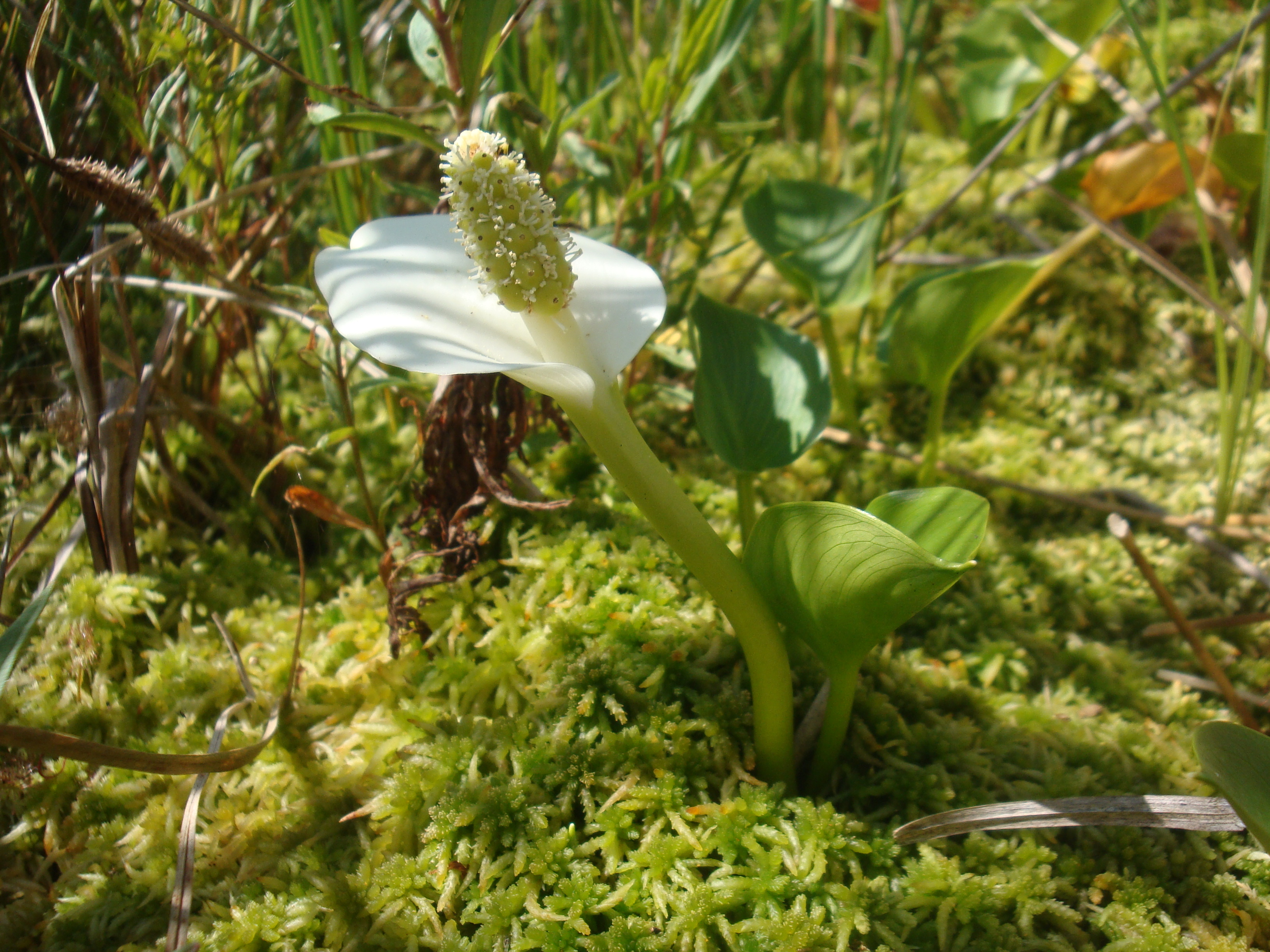
Білокрильник болотний
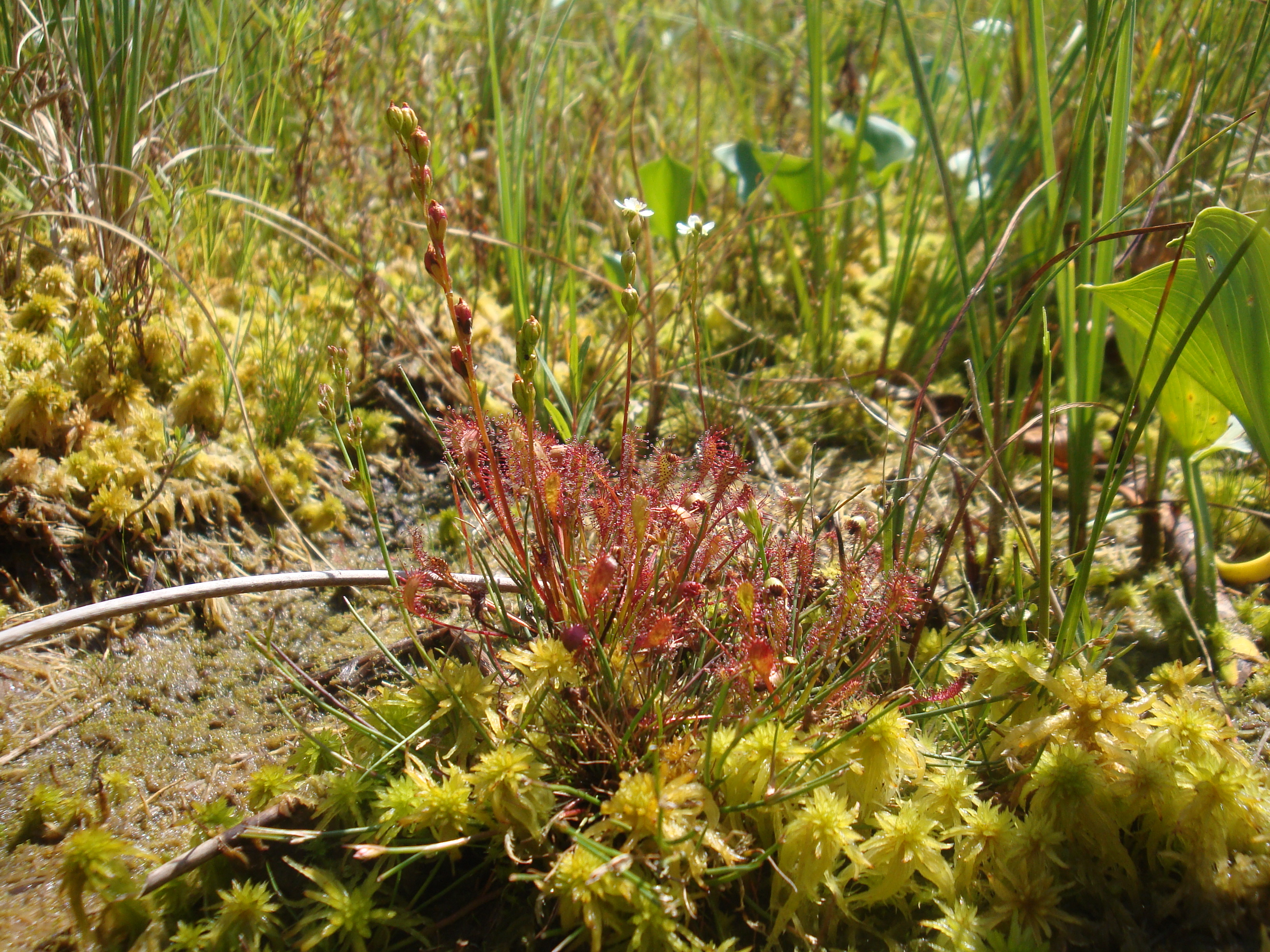
Росичка на березі озера Воронки